# 水生菰
水生菰（学名：Zizania aquatica）为禾本科菰属下的一个种。